# Radovan Karanović
Radovan Karanović, slovenski nogometaš in trener, * 3. oktober 1968, Drvar, Bosna in Hercegovina, Jugoslavija.
Karanović je nekdanji profesionalni nogometaš, ki je igral na položaju vezista. V svoji karieri je igral za slovenske klube Železničar Maribor, Dravo Ptuj, SET Vevče, Pohorje in Kovinar Štore, bosansko-hercegovski Borac Drvar in srbski Kabel. Skupno je v prvi slovenski ligi odigral pet tekem. Po koncu kariere nogometaša deluje kot trener, vodil je Krško, Beltince in Maribor, od leta 2024 vodi mariborsko mladinsko selekcijo do 19 let.